# Gaylyne Ayugi
Gaylyne Ayugi (sinh năm 1994) là người mẫu Kenya và chủ nhân cuộc thi sắc đẹp, người đã đăng quang với tư cách là Hoa hậu Hoàn vũ Kenya 2014 và đại diện cho đất nước tại cuộc thi Hoa hậu Hoàn vũ 2014.

## Cuộc sống ban đầu
Ayugi sinh ra và lớn lên ở Nairobi. Hiện tại, cô là một sinh viên báo chí tại Zetech College ở Nairobi. Ngoài ra, cô là một nhóm vũ công và một người mẫu thời trang ở nước cô.

## Cuộc thi sắc đẹp

### Hoa hậu Hoàn vũ Kenya 2014
Theo giám đốc quốc gia mới ở Nairobi, Maria Sarungi Tsehai, người đứng đầu Tổ chức Hoa hậu Hoàn vũ Tanzania. Hoa hậu Hoàn vũ Kenya sẽ trở lại tham dự Hoa hậu Hoàn vũ 2014. Lần đầu tiên sau 8 năm vắng bóng tại cuộc thi, Ayugi Gaylyne nhận danh hiệu Hoa hậu Kenya mới cho Hoa hậu Hoàn vũ 2014. Cô đã đăng quang tại Nairobi, Kenya vào ngày 8 tháng 11 năm 2014.

### Hoa hậu Hoàn vũ 2014
Ayugi dự thi Hoa hậu Hoàn vũ 2014 nhưng không được xếp thứ hạng.